# 駅前新町
駅前新町（えきまえしんまち）は、富山県魚津市の地名。郵便番号は937-0051。村木地区（一部のみ道下地区）に位置している。

## 概要
魚津駅の南側に位置する町で、魚津ショッピングスクエア サンプラザを中心に発展している。この他、スカイホテル魚津、スカイホテル魚津アネックス、飲食店街『柿の木割り』が存在する。

## 歴史
1940年（昭和15年）9月23日に日本カーバイド工業の記念社宅104戸が建設されたのが、町の始まりである。記念社宅は、以降1942年（昭和17年）7月10日に107戸、1947年（昭和22年）に17戸、1948年（昭和23年）に1戸増設され、計229戸となった。1950年（昭和25年）には管理事務所および親和会館が建設された。
1974年（昭和49年）6月には、記念社宅の跡地にて『魚津ショッピングスクエア サンプラザ』が着工し、1975年（昭和50年）5月23日にオープンした。同年6月1日には、大字上村木および、村木町、新金屋一丁目の各一部が合併し、現在の町域が確定した。

## 世帯数と人口
2022年（令和4年）8月1日現在の世帯数と人口は以下の通りである。
| 町丁                 | 世帯数 | 人口  |
| -------------------- | ------ | ----- |
| 駅前新町（村木地区） | 70世帯 | 150人 |
| 駅前新町（道下地区） | 7世帯  | 18人  |
| 計                   | 77世帯 | 168人 |

## 地域
市立小・中学校に通う場合、学区は以下の通りとなる。
| 番地 | 小学校               | 中学校             |
| ---- | -------------------- | ------------------ |
| 全域 | 魚津市立よつば小学校 | 魚津市立西部中学校 |

## 交通

### 道路
- 富山県道129号魚津停車場線

## 施設・店舗
- 魚津ショッピングスクエア サンプラザ
- 鮨蒲本舗河内屋